# 恋のキューピッド 焼野原塵
『恋のキューピッド 焼野原塵』（こいのキューピッド やけのはらじん）は、長谷川智広による日本の漫画作品。長谷川の漫画デビュー作で、『週刊少年ジャンプ』（集英社）2012年36・37号に第8回金未来杯の候補作として掲載、2013年43号から2014年12号まで連載された。話数カウントは「第○話」。

## あらすじ
ごく普通の中学生・吉丸は、同級生の花井ユリ子に片想いをしているものの、モテないことと自信の無さから後ろめいてしまう。そんな吉丸の前に「恋のキューピッド」と名乗る魔王・焼野原塵が現れ、自分が「一生恋人が出来ないまま死ぬ運命」を背負わされていたと知ってしまい、塵はそんな吉丸の運命を変えるべくやって来たのだが、発想と行動が魔王そのものな塵に吉丸は振り回されていく。

## 登場人物

### 主要人物
焼野原 塵（やけのはら じん）
本作の主人公。吉丸の恋を叶えるという誓いを立てて誓いの門を通り、人間界にやって来た元魔王。極めて粗暴で、魔界で出会ったある少女との出会いがきっかけで吉丸の恋を叶えるためにただ行動している。一人称は「俺」。
ひたすら凶悪な面構えで、本気を出せば人間界を簡単に滅ぼせるほどの力を持っている推定身長約3メートルの巨漢。元魔王だけあって、ただその場にいるだけで全ての生物が本能的に吉丸を恐れ、無条件に服従するほどの凄まじい威圧感を放っている。魔界最強の戦闘能力の持ち主にふさわしく、その思考は基本的に暴力主義で、欲しいものを手に入れるには世界征服が一番良い方法であると考えているが、吉丸と接するうちに少しだけ考えを改めるようになる。吉丸が学校に「恋愛相談室」を設置してからは「恋愛心理学の権威」として生徒達に認識されるようになる。塵の発言は、理論に行動が伴わず支離滅裂であるものの、その威圧感ゆえ相手に有無を言わせぬ強烈な説得力がある。
吉丸（よしまる）
本作のもう一人の主人公。フルネームは紹介されておらず、作中の誰からも「吉丸」としか呼ばれていない。一人称は「僕」。
一生恋人ができないまま死ぬと定められた過酷な運命を背負う、小柄で気弱な中学1年生の少年。女の子にモテない余り、やけくそで詐欺まがいの儀式を実行し塵を人間界に召喚してしまった。自分の過酷な運命を正常に戻して片想いのユリ子と恋人同士になるためには、数多くの人々の恋を叶えて“LOVE力（ラブりょく）”を分けてもらう必要があると誓いの門から知らされ、成り行きで塵と共に「恋愛相談室」（場所は学校の校長室）を設置する。塵とは契約を結んでいる関係上、とりあえずは対等の関係にあり、塵の破天荒な言動にたびたび突っ込みを入れているが、それと同時に臆病な自分の性格を変えて大切なものを守れる強い心を持つことの大切さを塵から学んでいる。
花井 ユリ子（はない ゆりこ）
本作のヒロイン。吉丸のクラスメイトであり想い人で、学年で一番人気がある小柄で黒髪ショートヘアの美少女。吉丸は本来、ユリ子と結ばれる予定のため、ユリ子も吉丸と同じく恋人ができない運命を背負っているが、本人はそのことを知らない。
かわいい見た目とは裏腹に吉丸が心配するほどの天然ボケで、誰もが震え上がる塵の威圧的な姿を目の当たりにしても全く怖がらず、たとえ銃を持った強盗に脅されても意に介さずマイペースで行動し続ける、ある意味ではかなり図太い神経の持ち主でもある。特に食べることについては見境がなく、吉丸との初デートではカツカレーを何皿も平らげ、吉丸の全財産をほぼ使い果たさせたほどで、ロンシアがユリ子の頭を覗いた時も頭の中は吉丸の顔が隠れるほど食べ物でいっぱいというもの。吉丸の提案した「恋愛相談室」に共感を示し、吉丸と行動を共にすることが多くなっている。

### 魔界
誓いの門（ちかいのもん）
本作品の解説役。一生恋人ができないまま死ぬという吉丸の運命を正常に戻して塵を魔界に戻すため、吉丸にアドバイスを与えることを使命としている。本来は魔界と人間界の境界を監視する門だが、自ら動くことも可能で、人間界ではフリルの付いている帽子をかぶった幼女の姿で行動している。言葉遣いは丁寧だが、シニカルで冷めた性格。
なお、魔界の人物が人間界へ行くには、誓いの門の前で誓いを1つ立てなければならず、その誓いを人間界で果たさなければ魔界に戻ることはできない。
ゴルゴン
塵のライバルを自称する魔人で、通称「究極魔人ゴルゴン」。魔界で唯一瞬間移動が使える。生まれつき誰よりも強い魔力を持っていた為、欲しい物はすべて手に入れていた。しかし、塵に敗北したことで一方的に塵をライバル視するようになり、自分の力は塵を倒すためにあるという結論に至る。塵が魔王をやめて人間界へ行ったと知るや、彼も塵を追って「塵を倒す」ことを誓いの門に誓い、人間界にやって来た。
言動は塵よりはまともだが、魔界の通貨しか持っておらず人間界では貧乏に苦しむなど、どこか抜けている所がある。30人以上の人間を塵とロンシアと共に秒殺するなどそれなりに強いが、塵との間には天と地ほどの実力差があり、塵にたびたび勝負を挑んでは瞬殺されるというパターンの繰り返しで、すっかり本作品の道化役になってしまっている。
なお、人間界での生活費は律義にアルバイトで稼いでおり、暴力や魔法で金品を盗むような事はしていない模様。人間界では「前田ゴルゴン」という偽名を使っている。吉丸の恋が叶えられた後は塵が魔界に帰ってしまい、人間界で塵を倒せる機会が永遠に失われたため、事実上魔界に戻ることが不可能になったが、その後は人間界で行列のできるコロッケ店の店長になり成功を収めた模様。
長谷川の次回作『青春兵器ナンバーワン』第41話では、間接的に名前のみ登場している。
ロンシア
塵の元部下である女性の魔人。「魔界最高の戦士」と呼ばれ、塵とゴルゴンに次ぐ魔界のNo.3の実力者と言われるが剣を持つとNo.2のゴルゴンを圧倒的に上回る戦闘能力を見せる。塵に絶対的な忠誠心を抱いており、塵のライバルを自称するゴルゴンのことは毛嫌いしている。塵が人間界に行った後は、魔王の座を狙う者たちからたった一人で魔王の座を守っていた。塵が魔界に戻らないのは、吉丸に誑かされているためと思い込み、「塵を魔界に連れ帰る」ことを誓いの門に誓い、人間界にやって来た。そして吉丸の恋を叶えない限り塵は魔界に戻れないと知り、不本意ながら吉丸の恋を叶えるための協力をすることになる。
魔界一の目を持ち、見た者の能力や歴史、少し先の未来まで見通すことができるが、特殊な思考を持つ一部の人間に対してはこの能力が通用しない場合がある。

### 恋実野中学校

#### 恋実野四天王
ユリ子に匹敵するLOVE力を持つ4人の事。下根以外の3人の名字は花の名前になっている。
下根 猛（しもね たける）
吉丸のクラスメイト。鼻の穴が異常に大きく、上部が平らになった非常に特徴的な髪型をしている。
吉丸に仲間のピンチを教えるなど、友人思いな面もあるが桁外れに下品な性格の持ち主で、｢出前の応対にパンツ一丁で出る｣、｢女子更衣室に侵入する｣などの問題行動が多いため、女子からは「ケダモノ」呼ばわりされる学校一の変態で、「底王（ていおう）」と呼ばれる一方、「恋実野四天王」の一人でもある。
女子更衣室に侵入した事で椿に半殺しにされ、以降は停学処分を受けていたが復帰後、かつて生徒会長の沈丁花に惚れ込んだことを吉丸達に明かす。沈丁花が恋愛禁止の理由を知り、吉丸や塵と共に沈丁花の屋敷に乗り込み、沈丁花の父親と一騎討ちを行う。結局敗北したものの沈丁花の父親の心を動かすことに成功し、晴れて沈丁花に告白する。告白自体は受け入れられたものの、沈丁花が椿以上に恋愛に疎かったため、あまり仲は進展しなかった。
椿 潔武（つばき いさむ）
恋実野中学校風紀委員長。中学2年生。「恋実野四天王」の一人。
生徒会長に次ぐ権力を持ち、付き合いたい男子2年ランキングでも1位を誇る。ユリ子同様、塵と向き合っても全く動じない唯一の人間でもある。基本的に爽やかな性格だが、校則違反者には容赦なく制裁を加える冷酷な一面を持ち、特に恋愛に関しても異常なほど嫌悪感を露わにしている。以前は刑事の父と教師の母と共に幸せに暮らしていたが、父が下着泥棒で逮捕されたのを境に母と共に逃げるように各地を転々とし、自分は異性に興味を持たず恋もしないと誓った過去を持つ。塵に対しても当初は良く思っていなかったが、かつて粛清した不良達から助けられたのを期に周囲に心を開くようになる。
その後は性格が180度変わり、自身に好意を抱いていた女子生徒と文通を始め、出所した父親とも和解する。それ以降は吉丸達を応援するようになる。
梔子 今日子（くちなし きょうこ）
恋実野中学校環境委員長。中学2年生。「恋実野四天王」の一人。
「妖精」の二つ名を持つ恋実野中学屈指の美少女であるが、コミュニケーションが苦手で頭の中は消極的な感情で満たされており、ロンシアでも思考を読むことが出来ない。恋愛相談室では終始誓いの門に代弁させる形でなければ会話が成り立たなかった。同じ恋実野中学の教師である高橋に恋心を抱いていたが、その性格ゆえにうまく伝えられるかどうか悩んでいたが、塵に諭された事で北海道に転勤する高橋に自分の思いをぶつけることに成功する。恋は叶うことはなかったが、自分に自信を持つことができ、以前よりも明るい性格となる。
尚、梔子と高橋には吉丸とユリ子と同じく赤い糸が結ばれており、しかも比較的赤に近い色であった。
長谷川の次回作である『青春兵器ナンバーワン』では、主人公達が通う高校の教師として登場している。髪型は水玉のリボンで結んだポニーテールに変わっており、コミュニケーションが苦手な消極的だった以前の性格とは打って変わって、常に笑みを絶やさない明るい性格になっており、心身ともに大きく成長をした模様。
沈丁花 彩（じんちょうげ あや）
恋実野中学校生徒会長。「恋実野四天王」の一人で、学園一の変態である下根とは、対極の存在とされる。
日本有数の財閥・沈丁花家の長女。文武両道の精神で英才教育を受け、学力は全国トップクラスでピアノ、習字、剣道、その他全てプロ級の腕前を持つ。誰に対しても優しく接する為、男子からの人気も非常に高いが、恋愛を無用と見なす父親の方針で恋愛はおろか同年代の異性と付き合うことも禁止されている。その為彼女自身も極力恋愛をしないようにしている。自身の屋敷に乗り込み、父親と一騎討ちをする下根を見て心を動かさる。決着後は父親からも認められ、下根の告白を受け止めるものの、椿以上に恋愛に疎く誓いの門には「手を繋ぐのは20年以上先」と言われた。

#### その他の生徒・教師
桐生（きりゅう）
サッカー部のエース。イケメンだが性格はかなり悪い。自称「ユリ子の彼氏」で、吉丸やユリ子に近付く他の男子達を見下し、仲間を率いて「ユリ子に近づくな」と容赦のない嫌がらせを仕掛けていたが、実際は話しかけていただけで付き合ってはいなかった。
吉丸とユリ子が仲良くなったと聞き、吉丸の友人を人質にとり吉丸に自分のグループに入るよう強要するが、塵によって凄まじい勢いで吹き飛ばされ、廃人同然の状態になった。
高橋（たかはし）
恋実野中学校教師。梔子に好意を抱かれているが、自身は北海道の学校に転勤することが決まっていた。梔子の悩みを解決するために塵と吉丸によって教室から連れ出される。梔子からの告白を素直に受け止め、梔子を応援する言葉を残し、恋実野中学を去った。
校長
恋実野中学の校長。集会の際、塵によってトイレに軟禁され、その後は心労で入院。入院後、校長室を塵に乗っ取られ強引に「恋愛相談室」として利用されることとなる。

### その他
店長
恋愛相談室に最初の依頼を持ってきた女子生徒の意中の相手・山田の務め先であるファミレス「ジョンソンズ」の店長。塵に怯える店員達に代わって自ら接客を務め、メニューにある食事や接客に対する姿勢を塵から褒められ、涙を流した。他の店員達と共に塵を恐れるあまり、ファミレスを占拠した強盗達にも屈することはなかったが、塵によって店を破壊されてしまった。事件解決後の3日で店が再建したその後、ファミレスは恋愛相談室として利用される校長室に続く塵の活動拠点となり、実質的に人間界における塵の支配下についた。
強盗
銀行強盗をして逃走する際に吉丸達のいたファミレスを占拠するが、自分たちよりも塵を恐れていた人質たちにペースを崩された挙げ句、塵が持ち出した魔界の古代兵器・ヒドラ（巨大であること以外、形はクラッカーと似ている）によって吹き飛ばされ、警察に逮捕された。
沈丁花の父
沈丁花彩の父親で沈丁花家の当主。非常に厳格な性格で娘には沈丁花家の当主となるべくあらゆる習い事をさせてきた。異性と付き合うことも禁止し、娘に近づく男はあらゆる手段で排除しており、時に暴力も辞さないという過激な面も見られる。しかし、それはかつて妻を亡くし自分が娘を幸せにするという使命感からである。下根との決闘で下根が自分が失くしていた物を持っていると感じ取り、下根と娘の交際を認める。

## 読み切り版
『週刊少年ジャンプ』2012年36・37合併号に掲載された。

## 書誌情報
- 長谷川智広 『恋のキューピッド 焼野原塵』 集英社〈ジャンプ・コミックス〉、全3巻（2014年4月4日現在）
  1. 「キューピッド地上に立つ」2014年1月9日第1刷発行（1月4日発売[集 1]）、ISBN 978-4-08-870894-2
  2. 「キューピッド青春を諭す」2014年3月9日第1刷発行（3月4日発売[集 2]）、ISBN 978-4-08-880031-8
  3. 「キューピッド魔界に帰る」2014年4月9日第1刷発行（4月4日発売[集 3]）、ISBN 978-4-08-880062-2